# Free Willy (film)
Free Willy is een Amerikaanse familiefilm uit 1993 van Simon Wincer met Jason James Richter en de orka Keiko in de hoofdrollen. In 1995 kwam er het eerste vervolg, The Adventure Home.
De soundtrack bij deze film is afkomstig van Michael Jackson met Will You Be There. Het nummer won in 1994 een MTV Movie Award voor "Beste soundtrack". Het nummer is afkomstig van Jacksons album Dangerous.

## Verhaal
Jesse is in een pleeggezin geplaatst, maar loopt weg en bekladt het bassin van een dolfinarium met spuitverf. Bij de schoonmaak van het bassin merkt hij Willy op, een eigenwijze orka die niet veel van mensen moet hebben en al van jongs af aan in gevangenschap leeft. Als het werk van Jesse er bijna op zit, wil hij afscheid nemen en gaat hij 's avonds stiekem naar het dolfinarium. Daar glijdt hij uit en komt in het bassin terecht. Willy redt de jongen en ze raken bevriend. Maar parkdirecteur Dial wil Willy vermoorden wegens de hoge levensverzekering en het mislukken van een show die Willy samen met Jesse gaf in het dolfinarium. Deze show was bedoeld om geld te verdienen voor het betalen van deze levensverzekering. Hiertoe maakt Wade een gat in de wand van het bassin, zodat dit leegloopt met als gevolg dat Willy zou uitdrogen. Jesse besluit Willy te redden door hem terug te brengen naar de oceaan, waar zijn soortgenoten zwemmen.

## Rolverdeling
| Acteur              | Personage        | Opmerkingen        |
| ------------------- | ---------------- | ------------------ |
| Jason James Richter | Jesse            |                    |
| Lori Petty          | Rae Lindley      | trainster aquarium |
| Jayne Atkinson      | Annie Greenwood  | pleegmoeder        |
| August Schellenberg | Randolph Johnson |                    |
| Michael Madsen      | Glen             | pleegvader         |
| Michael Ironside    | Dial             |                    |
| Richard Riehle      | Wade             |                    |
| Mykelti Williamson  | Dwight Mercer    |                    |
| Michael Bacall      | Perry            |                    |
| Danielle Harris     | Gwenie           |                    |
| Isaiah Malone       | Vector           |                    |
| Betsy Toll          | Passerby #1      |                    |
| Rob Sample          | Passerby #2      |                    |
| Merrilyn Jones      | Passerby #3      |                    |
| Mickey Gaines       | Waiter           |                    |
| Justin R. Hall      | Fish Thrower     |                    |
| Robert M. Duque     | Fish Thrower     |                    |
| Sam Samson          | Fish Thrower     |                    |
| Willis Van Dusen    | Willis Van Dusen |                    |
| Tom Lasswell        | Brody            |                    |
| Moultrie Patten     | Homeless Man     |                    |
| Ed Murphy           | Homeless Man     |                    |
| Jim Michaels        | Announcer        |                    |
| Keiko               | Willy            | orka               |

## Vrijlating Keiko
Mede dankzij de film werd door fans een actie opgezet om de in gevangenschap-levende orka Keiko, die Willy speelt in de film, uit te laten zetten in de natuur. Hiervoor werd tevens een fonds opgericht om geld op te halen om alles te bewerkstelligen. Na een aantal jaren trainen om in het wild te leven werd Keiko in de zomer van 2002 vrij gelaten. In december 2003 overleed hij aan de gevolgen van een longontsteking.